# Arion (gasteròpode)

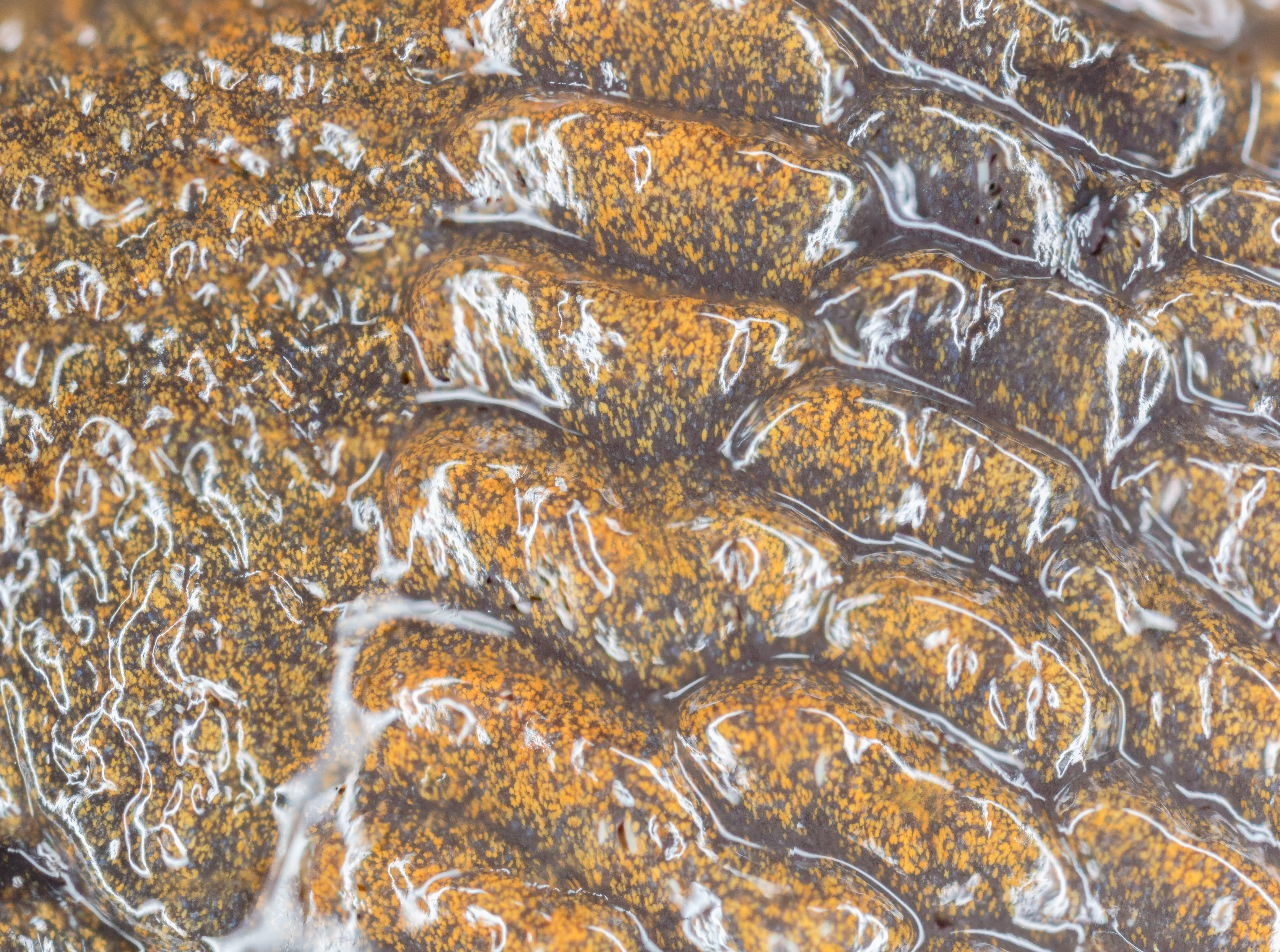
Detall de la pell del llimac comú File:Llimac comú (Arion ater).

Arion és un gènere de mol·luscs gasteròpodes pulmonats terrestres de la família Arionidae en l'ordre dels Stylommatophora. Se'ls coneix comunament amb el nom de llimacs, tot i que amb aquest nom genèric es coneixen espècies de diferents famílies amb parentiu bastant llunyà, totes elles amb el tret comú d'haver sofert de manera independent una reducció o pèrdua de la conquilla i ser d'ambients terrestres. Els llimacs més grans de la fauna europea pertanyen a aquest gènere.

## Distribució
El gènere Arion inclou espècies de llimacs terrestres amb distribució paleàrtica a tot el continent europeu, essent la península Ibèrica l'àrea geogràfica amb més diversitat d'espècies, tal com era d'esperar pel seu paper de refugi en el gran Pliocè-Plestocè i les edats glacials recents, i la seva topografia i clima variats.

## Ecologia i morfologia
Es caracteritzen per estar només actius després de pluges o durant nits humides, de moviment summament lent, i que quan són molestats es contreuen en l'eix sagital formant una semiesfera. Tenen a la superfície solcs longitudinals profunds, i una zona llisa, entre el cap i la part posterior del peu, anomenada escut, sota la qual hi ha la conquilla vestigial, formada per concrecions calcàries petites i disperses. El dors és arrodonit, i el peu és vorejat lateralment per un solc profund, mentre que per sota és partit en tres zones longitudinals poc diferenciades i té els extrems arrodonits; el pneumostoma és situat a la part anterior del marge dret de l'escut, amb el gonòpor molt proper i situat un poc més avall. Quan l’ambient és sec es refugien sota pedres, troncs, esquerdes, molses o escorça d’arbres, i quan són actius s'alimenten d’herbes i bolets, pels quals tenen una gran predilecció.

## Espècies
La taxonomia d'Arion es basa principalment en caràcters morfològics del sistema genital, que tanmateix mostren una gran variabilitat intraespecífica, fet que provoca que la identificació precisa d'espècies d'ariònids sigui difícil: és essencial tenir en compte la variabilitat de la forma dels òrgans reproductors en exemplars joves, adults i senils de la mateixa espècie, a la mateixa zona i a la mateixa època de l'any. A més, el polimorfisme del color del tegument, un altre caràcter de diagnòstic d'espècies, mostra variacions correlacionades amb l'hàbitat i l'estació. Com a resultat, la sistemàtica d'Arion és complexa i controvertida, sense un nombre clarament definit d'espècies sensu stricto, complexos d'espècies o subgèneres.
No obstant això, es poden reconèixer quatre grans grups d'espècies biogeogràfiques:
- un grup lusità o atlàntic distribuït al llarg de la frontera atlàntica europea, incloent la península Ibèrica, França, Gran Bretanya i Irlanda (A. flagellus, A. owenii, A. hortensis);
- un grup d'espècies sensu lato europeu que es troba en una gran varietat de regions del continent [A. ater, A. rufus, A. distinctus, A. intermedius, A. lusitanicus, A. subfuscus, A. fagophilus i les tres espècies d'autorespiració estretament relacionades del subgènere Carinarion, A. (Carinarion) fasciatus, A. (C.) circumscriptus i A. (C.) silvaticus];
- un grup d'espècies presents als Pirineus i zones adjacents (A. anthracius, A. iratii, A. lizarrustii, A. molinae);
- un grup endèmic ibèric (A. baeticus, A. fuligineus, A. hispanicus, A. nobrei, A. paularensis, A. urbiae i A. wiktori);
- i finalment tàxons perifèrics com l'espècie de les Açores, A. pascalianus, l'endemisme menorquí A. ponsi o l'espècie siberiana A. sibiricus.

Es reconeixen unes 40 espècies:
- Arion ater Linnaeus, 1758
- Arion atripunctatus Dumont & Mortillet, 1853
- Arion baeticus Garrido, Castillejo & Iglesias, 1994
- "Arion brunneus" Lehmann, 1862
- Arion circumscriptus Johnston, 1828
- Arion distinctus J. Mabille, 1868
- Arion euthymeanus Florence, 1886
- Arion fagophilus De Winter, 1986
- Arion fasciatus (Nilsson, 1823)
- Arion flagellus Collinge, 1893
- Arion franciscoloi Boato, Bodon & Giusti, 1983
- Arion fuligineus Morelet, 1854
- Arion fuscus (O.F. Muller, 1774)
- Arion gilvus Torres Minguez, 1925
- Arion hispanicus Simroth, 1886
- Arion (Kobeltia) hortensis A. Ferussac, 1819
- "Arion incommodus" Hutton, Dunedin & Purchased, 1879
- "Arion incommudus" Hutton, 1879
- Arion intermedius Normand, 1852
- Arion iratii Garrido, Castillejo & Iglesias, 1995
- Arion lizarrustii Garrido, Castillejo & Iglesias, 1995
- "Arion (Kobeltia) luisae" Borrèda & Martínez-Ortí, 2014
- Arion lusitanicus (Mabille, 1868)
- Arion magnus Torres Minguez, 1923
- Arion molinae Garrido, Castillejo & Iglesias, 1995
- Arion nobrei Pollonera, 1889
- Arion (Microarion) obesoductus P. Reischutz, 1979
- Arion occultus Anderson, 2004
- Arion owenii Davies, 1979
- "Arion pascalianus" Mabille, 1868
- Arion paularensis Wiktor & Parejo, 1989
- Arion ponsi Quintana, 2007
- Arion rufus (Linnaeus, 1758)
- "Arion sibiricus" Simroth, 1902
- Arion silvaticus Lohmander, 1937
- Arion simrothi Kunkel, 1909
- "Arion spec" A.Férussac, 1819
- Arion subfuscus (Draparnaud, 1805)
- Arion transsylvanus Simroth, 1885
- Arion urbiae De Winter, 1986
- Arion vulgaris Moquin-Tandon, 1855
- Arion wiktori Parejo & Martin, 1990